# 情報!もぎたてサラダ
『情報!もぎたてサラダ』（じょうほう もぎたてサラダ）は、TBS系列で1997年9月29日 - 1998年9月25日まで平日14:00 - 15:55に放送されていた生活情報番組である。

## 概要
司会は『JNNおはようニュース&スポーツ』『JNNニュースコール』『情熱ワイド!ブロードキャスター』『ザ・フレッシュ!』などを担当していたTBSアナウンサーの柴田秀一、TBSの昼ドラマ枠『花王愛の劇場・ぽっかぽか』に主演して、主婦からの好感が高い女優の七瀬なつみを起用。同番組も『素敵なあなた』や『わいわいティータイム』と同様に、いわゆる報道系ワイドショーネタは扱わず、生活情報を中心とした番組内容であった。
制作協力は『わいわいティータイム』までのTBSビジョン（TBS－Ⅴ、現在のTBSスパークル）・泉放送制作・LADAK（森本毅郎が代表のテレビ制作会社）に加え、『噂の!東京マガジン』を制作協力しているフラジャイルが新たに加わった。

## 出演者

### 司会
- 柴田秀一（当時TBSアナウンサー）
- 七瀬なつみ

### レギュラー
- 磯野貴理子（月曜・水曜）
- 島崎和歌子（火曜・木曜）
- 柴田理恵、山崎哲、阿藤快、ジョン・ギャスライト（金曜）

### 日替わり
いずれもTBSアナウンサー。
- 初田啓介（月曜 - 水曜→火曜→木曜→？）
- 土井敏之（木曜・金曜→木曜→水曜）
- 武方直己（月曜）
- 清原正博（火曜→木曜）
- 安東弘樹（金曜）
- 安住紳一郎（木曜、清原の後任）

### ニュースコーナー
1998年3月までは柴田が担当。4月からは以下の2人が曜日を分担して担当（担当日は不明）。
- 戸田恵美子（当時TBSアナウンサー）
- 長峰由紀（TBSアナウンサー、『JNNニュース1130』と兼務）

### 各種コーナー
- 土井敏之（TBSアナウンサー）
- 向井政生（同上）
- 初田啓介（同上）
- 小島慶子（当時TBSアナウンサー）
- 沢田美香
- 高橋真美
- 安井まみ子（1998年6月から7月まで、司会の七瀬が舞台出演の際に、代理で司会を務めたこともあった）

## 演出
タイトルロゴ
- カラーリング：情報!もぎたてサラダ

テーマソング
- 岡本真夜『星空の散歩道』

## ネット局

### フルネット（14:00 - 15:55）
- TBS
- 東北放送
- チューリップテレビ - 1998年3月27日まで15:00飛び乗り[2]。
- 北陸放送
- 中国放送
- あいテレビ
- 宮崎放送

### 途中飛び乗り（15:00 - 15:55）
- 北海道放送 - 自社制作番組「気になるパンプキン」のコーナー扱いで放送。
- 青森テレビ
- IBC岩手放送
- テレビユー山形
- テレビユー福島
- 新潟放送
- 信越放送
- テレビ山梨
- 静岡放送 - 1997年11月28日までフルネット[3]。
- 中部日本放送
- 毎日放送
- 山陽放送
- 山陰放送
- テレビ高知
- RKB毎日放送
- 長崎放送
- 熊本放送
- 大分放送
- 南日本放送
- 琉球放送

### 非ネット局
- テレビ山口 - フジテレビ制作『ビッグトゥデイ』をネットしていたため、非ネット。